# Metapramina
A metapramina é um antidepressivo tricíclico (TCA) pertencente à classe dos inibidores seletivos de recaptação da noradrenalina desenvolvido por Rhone Poulenc que foi introduzido para o tratamento da depressão na França em 1984. Além de sua eficácia contra transtornos do humor, também possui propriedades analgésicas e, dessa maneira, pode ser útil no tratamento da dor.
A metapramina tem efeitos semelhantes aos da desipramina, atuando como um Inibidor da recaptação de noradrenalina |inibidor da recaptação de noradrenalina sem afetar, no entanto, a recaptação de serotonina ou dopamina. Estudos sugerem que a metapramina atua como um antagonista de baixa afinidade do receptor de NMDA. Os efeitos diretos da metapramina nos receptores de serotonina, histamina e acetilcolina muscarínica não foram analisados, mas exclusivamente entre a maioria dos TCAs, relatou-se a ausência de efeitos anticolinérgicos.